# Udo Dirkschneider
Udo Dirkschneider (ur. 6 kwietnia 1952 w Wuppertal) – niemiecki wokalista heavymetalowy. W latach 1976–1987, 1992-1997, 2005 śpiewał w zespole Accept. Od 1987 roku występuje z zespołem U.D.O., którego był założycielem.
W 2006 roku piosenkarz został sklasyfikowany na 41. miejscu listy 100 najlepszych wokalistów wszech czasów według Hit Parader.

## Filmografia
| Tytuł             | Rok  | Rola        | Uwagi               | Źródło |
| ----------------- | ---- | ----------- | ------------------- | ------ |
| "Åpen post"       | 1999 | jako on sam | talk show           | [ 3 ]  |
| "Metal Evolution" | 2012 | jako on sam | serial dokumentalny | [ 3 ]  |

## Nagrody i wyróżnienia
| Rok  | Kategoria     | Tytułem           | Nagroda             | Nota | Źródło |
| ---- | ------------- | ----------------- | ------------------- | ---- | ------ |
| 2016 | Maximum Metal | Udo Dirkschneider | Metal Hammer Awards | Laur | [ 4 ]  |